# Robbio
Robbio ist eine norditalienische Gemeinde (comune) in der Provinz Pavia in der Lombardei. Die Gemeinde liegt etwa 45 Kilometer nordwestlich von Pavia, etwa 17 Kilometer südlich von Novara und etwa 13,5 Kilometer ostsüdöstlich von Vercelli. Die Gemeinde liegt unweit des Sesia. Robbio grenzt unmittelbar an die Provinz Novara.

## Geschichte
Aus dem 3. Jahrhundert nach Christus sind römische Gräber nachzuweisen. Möglicherweise ist der Ort aber noch älter und identisch mit dem Ort Redobium, den Plinius der Ältere beschrieb.
Im Mittelalter gehörte die Gegend zu den Besitztümern des Herzogs von Mailand.

## Verkehr
Die Gemeinde liegt an der Strada Statale 596 di Vignola. Ein Bahnhof besteht seit 1882 an der Bahnstrecke Vercelli–Pavia.

## Persönlichkeiten
- Silvio Piola (1913–1996), Fußballspieler (Stürmer)
- Cristian Brocchi (* 1976), Fußballspieler (Mittelfeld), in Robbio aufgewachsen